# Mistrzostwa Polski Seniorów w Lekkoatletyce 1953
29. Mistrzostwa Polski Seniorów w Lekkoatletyce – zawody, które rozgrywane były w Warszawie na Stadionie Wojska Polskiego między 4 a 6 września 1953.

## Rezultaty
| NR – rekord Polski \| SB – najlepszy wynik w sezonie \| PB – rekord życiowy |

### Mężczyźni
| Konkurencja:                  | 1. miejsce                                                               | Rezultat | 2. miejsce                                                                | Rezultat | 3. miejsce                                                              | Rezultat |
| Bieg na 100 m                 | Zenon Baranowski Gwardia Warszawa                                        | 10,8     | Emil Kiszka Unia Krywałd                                                  | 11,0     | Edward Szmidt OWKS Kraków                                               | 11,0     |
| Bieg na 200 m                 | Zenon Baranowski Gwardia Warszawa                                        | 21,9     | Edward Szmidt OWKS Kraków                                                 | 22,3     | Stefan Połujan OWKS Lublin                                              | 22,7     |
| Bieg na 400 m                 | Gerard Mach OWKS Lublin                                                  | 50,0     | Zygmunt Buhl Gwardia Kraków                                               | 50,4     | Wiesław Werbliński Gwardia Warszawa                                     | 50,6     |
| Bieg na 800 m                 | Edmund Potrzebowski AZS Szczecin                                         | 1:57,0   | Roman Korban Spójnia Gdańsk                                               | 1:57,1   | Henryk Kupczyk Budowlani Gdańsk                                         | 1:57,2   |
| Bieg na 1500 m                | Kazimierz Żbikowski OWKS Bydgoszcz                                       | 3:59,4   | Włodzimierz Kiełczewski OWKS Lublin                                       | 3:59,8   | Stefan Lewandowski AZS Szczecin                                         | 4:01,0   |
| Bieg na 5000 m                | Jerzy Chromik OWKS Kraków                                                | 14:46,6  | Aleksander Mańkowski Budowlani Gdańsk                                     | 15:11,0  | Władysław Płonka Włókniarz Bielawa                                      | 15:23,0  |
| Bieg na 10 000 m              | Jan Szwargot OWKS Warszawa                                               | 31:05,2  | Aleksander Mańkowski Budowlani Gdańsk                                     | 31:18,4  | Stanisław Ożóg OWKS Lublin                                              | 31:24,0  |
| Bieg na 110 m przez płotki    | Wilhelm Wilczek Unia Krywałd                                             | 15,8     | Stanisław Kardaś OWKS Lublin                                              | 15,8     | Edward Bugała OWKS Wrocław                                              | 15,9     |
| Bieg na 200 m przez płotki    | Zbigniew Makomaski Ogniwo Warszawa                                       | 25,5     | Edward Bugała OWKS Wrocław                                                | 25,5     | Włodzimierz Puzio Gwardia Kraków                                        | 26,1     |
| Bieg na 400 m przez płotki    | Zbigniew Makomaski Ogniwo Warszawa                                       | 55,7     | Janusz Kotliński OWKS Lublin                                              | 57,0     | Jerzy Minkowski OWKS Kraków                                             | 57,0     |
| Bieg na 3000 m z przeszkodami | Zdzisław Krzyszkowiak OWKS Lublin                                        | 9:17,0   | Jan Kielas Gwardia Gdańsk                                                 | 9:37,2   | Jan Górecki OWKS Bydgoszcz                                              | 9:40,2   |
| Sztafeta 4 × 100 m            | CWKS Nikodem Goździalski Edward Szmidt Alfons Maluidy Stefan Połujan     | 43,0     | Gwardia Dominik Sucheński Zygmunt Buhl Zenon Baranowski Lech Silski       | 43,0     | AZS Jerzy Solarski Wojciech Czajkowski Andrzej Wójtowicz Wiesław Holajn | 43,4     |
| Sztafeta 4 × 400 m            | Gwardia Zbigniew Królczyk Leszek Sierek Zygmunt Buhl Wiesław Nowosielski | 3:23,4   | AZS Ryszard Różański Bogdan Lipski Stefan Lewandowski Edmund Potrzebowski | 3:24,0   | CWKS                                                                    | 3:24,8   |
| Skok wzwyż                    | Zbigniew Lewandowski Budowlani Wrocław                                   | 1,90     | Wiktor Szłyk Stal Warszawa                                                | 1,75     | Jerzy Winnicki Włókniarz Sosnowiec                                      | 1,75     |
| Skok o tyczce                 | Zbigniew Janiszewski OWKS Kraków                                         | 4,15     | Bogdan Szelągowicz AZS Poznań                                             | 3,80     | Jan Wojciechowski OWKS Wrocław                                          | 3,70     |
| Skok w dal                    | Zbigniew Iwański OWKS Lublin                                             | 7,11     | Rajmund Gawkowski Kolejarz Warszawa                                       | 7,08     | Janusz Ratajczak Ogniwo Cieszyn                                         | 6,95     |
| Trójskok                      | Zygfryd Weinberg OWKS Bydgoszcz                                          | 14,97 SB | Jerzy Gizelewski OWKS Wrocław                                             | 14,92    | Stanisław Kowal Ogniwo Warszawa                                         | 14,56    |
| Pchnięcie kulą                | Tadeusz Prywer Włókniarz Łódź                                            | 15,79    | Mieczysław Łomowski Gwardia Gdańsk                                        | 15,12    | Tadeusz Krzyżanowski Spójnia Gdańsk                                     | 14,79    |
| Rzut dyskiem                  | Mieczysław Łomowski Gwardia Gdańsk                                       | 47,25    | Henryk Chojnacki Kolejarz Warszawa                                        | 45,65    | Tadeusz Andrzejczyk OWKS Wrocław                                        | 44,51    |
| Rzut młotem                   | Jan Harmata OWKS Lublin                                                  | 53,68    | Tadeusz Rut OWKS Wrocław                                                  | 52,68    | Bogdan Masłowski OWKS Bydgoszcz                                         | 51,90    |
| Rzut oszczepem                | Janusz Sidło Spójnia Gdańsk                                              | 69,80    | Zbigniew Radziwonowicz Ogniwo Warszawa                                    | 65,11    | Marian Dobija Gwardia Warszawa                                          | 58,95    |

### Kobiety
| Konkurencja:              | 1. miejsce                                                             | Rezultat | 2. miejsce                                                      | Rezultat | 3. miejsce                       | Rezultat |
| Bieg na 100 m             | Barbara Lerczak AZS Poznań                                             | 12,5     | Celina Jesionowska OWKS Lublin                                  | 12,7     | Elżbieta Bocian Budowlani Gdańsk | 12,7     |
| Bieg na 200 m             | Barbara Lerczak AZS Poznań                                             | 26,3     | Genowefa Minicka Budowlani Poznań                               | 26,4     | Celina Jesionowska OWKS Lublin   | 26,5     |
| Bieg na 400 m             | Michalina Wawrzynek Stal Stalinogród                                   | 1:01,2   | Bożena Pestka Spójnia Gdańsk                                    | 1:01,3   | Halina Grodecka Ogniwo Kraków    | 1:01,4   |
| Bieg na 800 m             | Bożena Pestka Spójnia Gdańsk                                           | 2:23,0   | Michalina Wawrzynek Stal Stalinogród                            | 2:23,2   | Halina Grodecka Ogniwo Kraków    | 2:23,6   |
| Bieg na 80 m przez płotki | Elżbieta Bocian Budowlani Gdańsk                                       | 11,5 SB  | Janina Słowińska OWKS Bydgoszcz                                 | 11,6     | Elżbieta Duńska Spójnia Gdańsk   | 11,8     |
| Sztafeta 4 × 100 m        | Budowlani Krystyna Wontroba Witkowska Genowefa Minicka Elżbieta Bocian | 49,8     | AZS Anna Krychowska Maria Ilwicka Zofia Leszner Barbara Lerczak | 50,4     | Spójnia                          | 50,5     |
| Skok wzwyż                | Janina Słowińska OWKS Bydgoszcz                                        | 1,48     | Róża Toman Budowlani Chorzów                                    | 1,48     | Zofia Leszner AZS Poznań         | 1,45     |
| Skok w dal                | Elżbieta Duńska Spójnia Gdańsk                                         | 5,79 SB  | Maria Ilwicka AZS Warszawa                                      | 5,60     | Janina Słowińska OWKS Bydgoszcz  | 5,45     |
| Pchnięcie kulą            | Jadwiga Konik Kolejarz Kraków                                          | 12,94    | Urszula Figwer AZS Kraków                                       | 12,34    | Maria Ciach Włókniarz Tomaszów   | 11,905   |
| Rzut dyskiem              | Jadwiga Konik Kolejarz Kraków                                          | 41,38    | Anna Iwaszkiewicz AZS Poznań                                    | 40,39    | Helena Kozłowska AZS Warszawa    | 39,95    |
| Rzut oszczepem            | Maria Ciach Włókniarz Tomaszów                                         | 46,02    | Jadwiga Dobrzycka OWKS Lublin                                   | 40,25    | Jadwiga Konik Kolejarz Kraków    | 40,03    |

## Biegi przełajowe
25. mistrzostwa Polski w biegach przełajowych rozegrano 12 kwietnia w Zielonej Górze Kobiety rywalizowały na dystansie 1 kilometra, a mężczyźni na 3 km i na 8 km.

### Mężczyźni
| Konkurencja:           | 1. miejsce                 | Rezultat | 2. miejsce                        | Rezultat | 3. miejsce                            | Rezultat |
| Bieg przełajowy (3 km) | Alojzy Graj OWKS Bydgoszcz | 10:03,9  | Zdzisław Krzyszkowiak OWKS Lublin | 10:07,6  | Kazimierz Żbikowski OWKS Bydgoszcz    | 10:20,0  |
| Bieg przełajowy (8 km) | Jerzy Chromik OWKS Kraków  | 26:30,8  | Jan Szwargot OWKS Kraków          | 26:44,4  | Aleksander Mańkowski Budowlani Gdańsk | 26:59,4  |

### Kobiety
| Konkurencja:           | 1. miejsce                   | Rezultat | 2. miejsce                         | Rezultat | 3. miejsce                      | Rezultat |
| Bieg przełajowy (1 km) | Bożena Pestka Spójnia Gdańsk | 3:39,0   | Michalina Piwowar Stal Stalinogród | 3:42,0   | Konstancja Żakowska OWKS Lublin | 3:44,0   |

## Bieg maratoński
Mistrzostwa Polski w biegu maratońskim mężczyzn rozegrano 28 września w Poznaniu.
| Konkurencja:    | 1. miejsce                         | Rezultat     | 2. miejsce                     | Rezultat  | 3. miejsce                     | Rezultat  |
| Bieg maratoński | Mieczysław Szewczyk Włókniarz Łódź | 2:39:17,6 SB | Stefan Wojtysko OWKS Bydgoszcz | 2:47:15,8 | Winand Osiński Unia Szczecinek | 2:52:34,2 |

## Wieloboje
Mistrzostwa w pięcioboju mężczyzn i trójboju kobiet zostały rozegrane 13 września w Białymstoku, a w dziesięcioboju mężczyzn i pięcioboju kobiet 17 i 18 października w Krakowie.

### Mężczyźni
| Konkurencja:  | 1. miejsce                          | Rezultat  | 2. miejsce                          | Rezultat  | 3. miejsce                          | Rezultat  |
| Pięciobój     | Zdobysław Stawczyk AZS Poznań       | 3618 pkt. | Artur Będkowski Włókniarz Sosnowiec | 3342 pkt. | Marian Ohnsorge OWKS Wrocław        | 3215 pkt. |
| Dziesięciobój | Tadeusz Krzyżanowski Spójnia Gdańsk | 5878 pkt. | Edward Bugała OWKS Wrocław          | 5766 pkt. | Artur Będkowski Włókniarz Sosnowiec | 5726 pkt. |

### Kobiety
| Konkurencja: | 1. miejsce                        | Rezultat     | 2. miejsce                        | Rezultat  | 3. miejsce                   | Rezultat  |
| Trójbój      | Genowefa Minicka Budowlani Poznań | 1612 pkt.    | Zofia Leszner AZS Poznań          | 1491 pkt. | Barbara Gaweł Stal Bielsko   | 1467 pkt. |
| Pięciobój    | Elżbieta Duńska Spójnia Gdańsk    | 3089 pkt. SB | Genowefa Minicka Budowlani Poznań | 2906 pkt. | Maria Arndt Spójnia Warszawa | 2804 pkt. |